# Naval Aircraft Factory N3N
Die Naval Aircraft Factory N3N ist ein zweisitziger Doppeldecker, der hauptsächlich als Schulflugzeug bei US Navy eingesetzt wurde.
Gebaut wurde die N3N bei der Naval Aircraft Factory in Philadelphia. Sie wurde sowohl als Land- wie auch als Wasserflugzeug gebaut. Die Wasserflugzeug-Variante hatte einen großen Zentralschwimmer sowie zwei kleine Schwimmer an den Flügelenden. Das Landflugzeug hatte ein festes Fahrwerk. Die Flugzeugzelle war eine mit Stoff bespannte Metallkonstruktion.

## Geschichte
Angetrieben wurden die N3N von einem Wright R-760-2 Whirlwind-Sternmotor mit 235 PS. Viele dieser Motoren wurden auch bei der Naval Aircraft Factory gebaut.
Der Erstflug erfolgte im August 1935. Die Lieferungen an die US Navy begannen im Juni 1936. Insgesamt wurden 816 Exemplare bei der Naval Aircraft Factory gebaut. Im Zweiten Weltkrieg dienten sie weiter zur Pilotenausbildung. Zu dieser Zeit waren die Flugzeuge der Anfänger-Pilotenschulung der U.S. Navy komplett gelb gestrichen. Daher bekam die N3N den Namen „Canary“ (Kanarienvogel), inoffiziell wurde sie auch als „Yellow Peril“ (Gelbe Gefahr) bezeichnet.
Im Jahre 1941 wurden vier Maschinen an die US Coast Guard abgegeben. Die letzte Maschine wurde 1961 aus dem Dienst bei der US Naval Academy genommen.

## Versionen

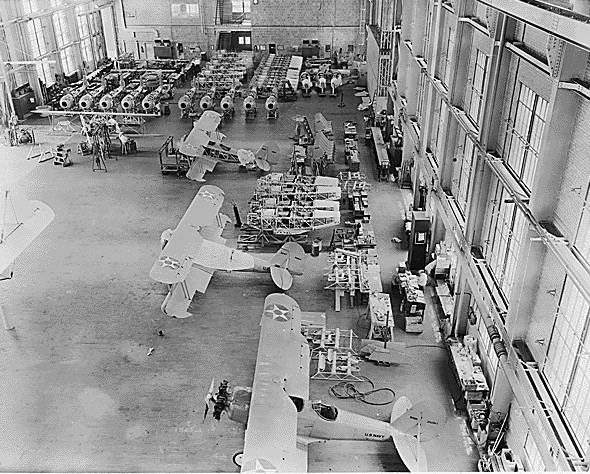
N3N-Produktion 1937

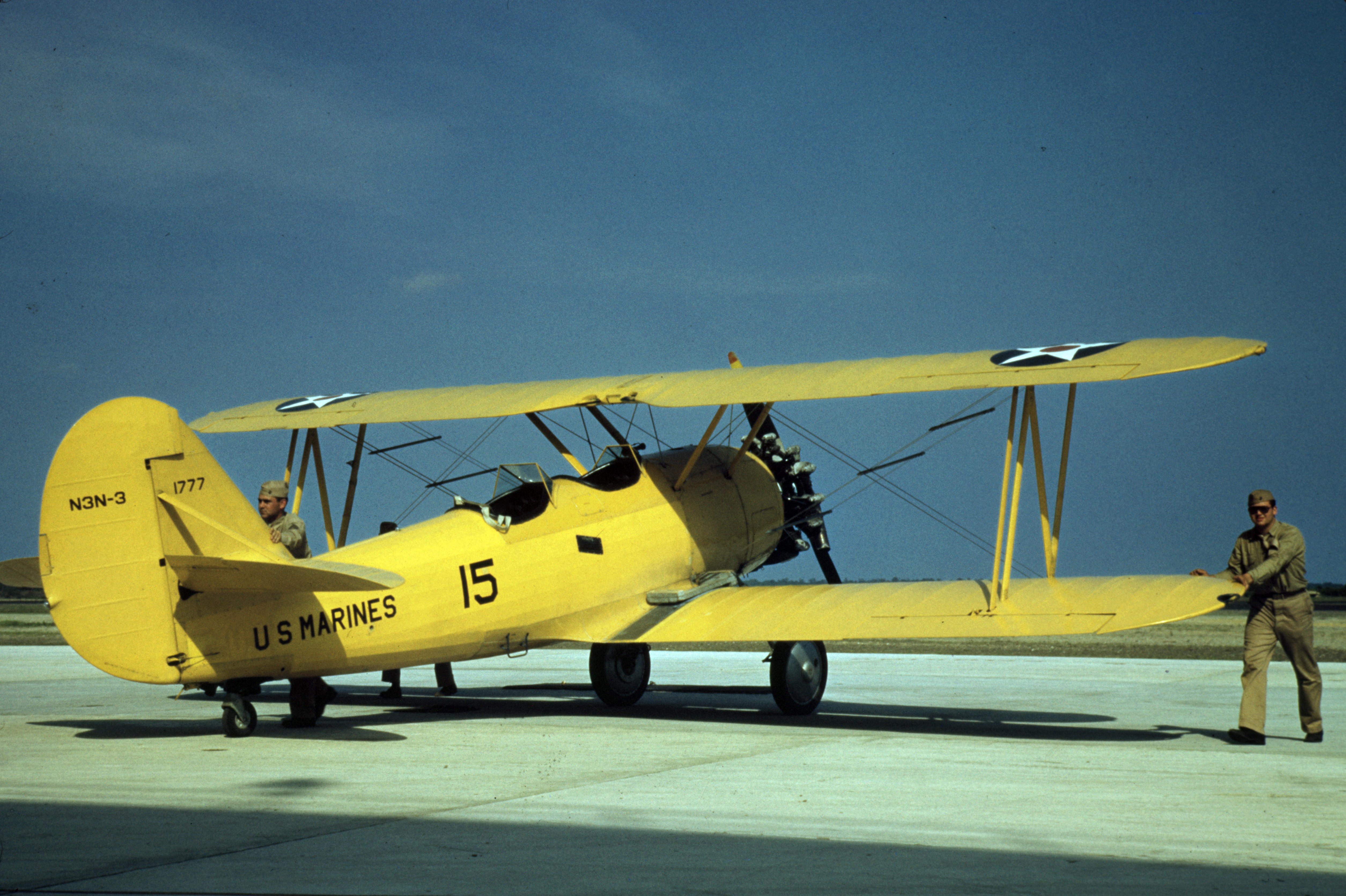
N3N-3 des U.S. Marine Corps im Mai 1942

XN3N-1
Prototyp (BuNo 9991) mit R-790-Triebwerk
N3N-1
Serienversion mit Sternmotor Wright R-790, 220 PS (164 kW); 179 wurden gebaut. Die letzten 20 wurden mit R-760-2-Motoren ausgerüstet.
XN3N-2
Prototyp (BuNo 0265) mit Sternmotor Wright J-6-7 (U.S. Navy R-760-96), 240 PS (179 kW).
XN3N-3
Umbau der vierten N3N-1 (BuNo 0020) mit Sternmotor Wright R-760-96, 240 PS (179 kW).
N3N-3
Serienversion mit Sternmotor Wright R-760-2 Whirlwind, 235 PS (175 kW); 816 wurden gebaut.

## Technische Daten

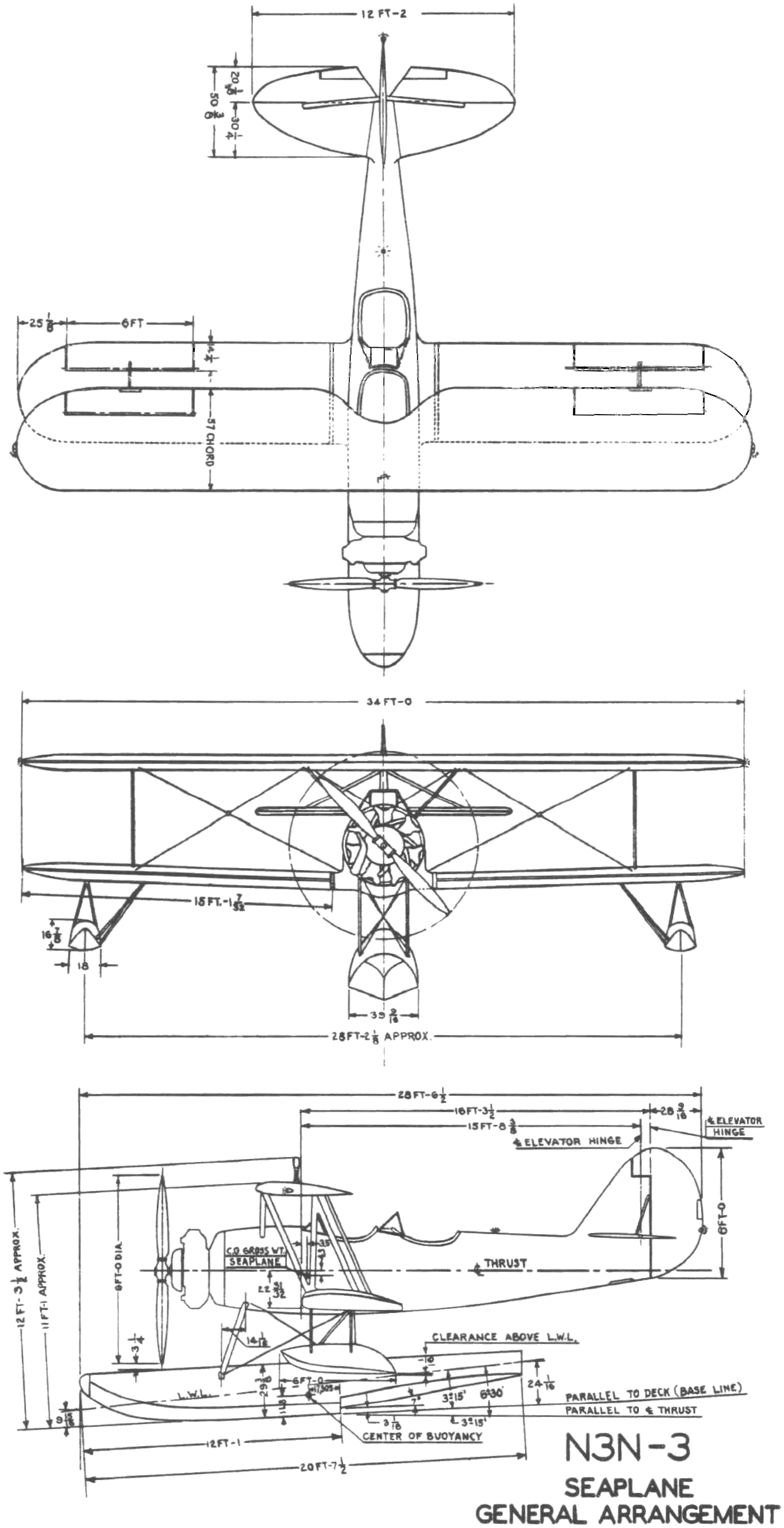
Naval Aircraft Factory N3N

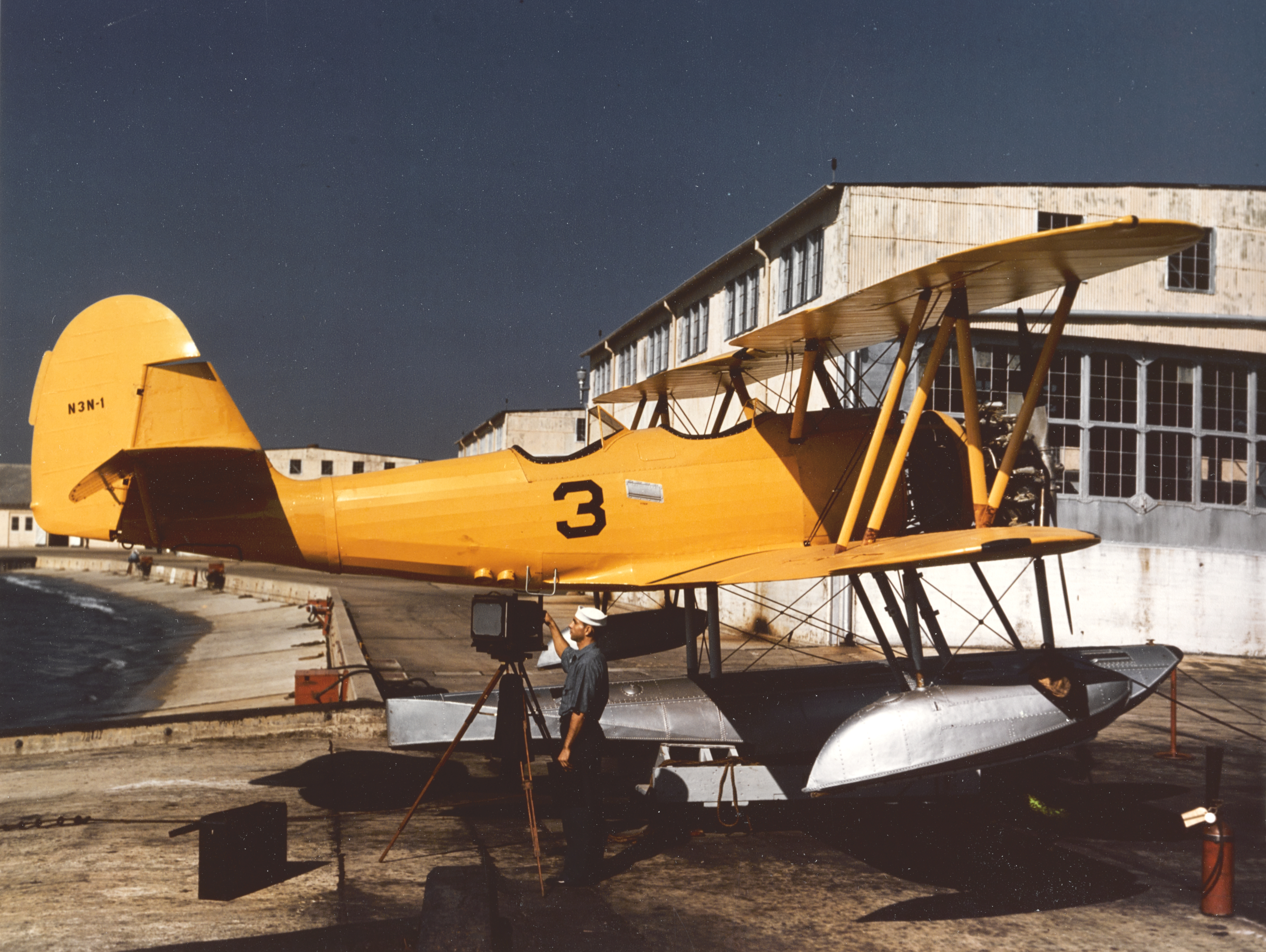
N3N-1 Wasserflugzeug der U.S. Navy

| Kenngröße             | N3N-3                                                       |
| --------------------- | ----------------------------------------------------------- |
| Besatzung             | 2 (Fluglehrer und Flugschüler)                              |
| Länge                 | 7,77 m                                                      |
| Spannweite            | 10,36 m                                                     |
| Flügelfläche          | 28,3 m²                                                     |
| Höhe                  | 3,30 m                                                      |
| Leermasse             | 948 kg                                                      |
| max. Startmasse       | 1266 kg                                                     |
| Antrieb               | ein Wright-R-760-2-Whirlwind-Sternmotor mit 235 PS (168 kW) |
| Höchstgeschwindigkeit | 203 km/h                                                    |
| Dienstgipfelhöhe      | 4935 m                                                      |
| Reichweite            | 756 km                                                      |